# Svenska mästerskapen i längdskidåkning 1972
Svenska mästerskapen i längdskidåkning 1972 arrangerades i Sollefteå.

## Medaljörer, resultat

### Herrar
| Gren              | Guld                                                              | Guld                                                              | Silver            | Silver    | Brons          | Brons         |
| 15 km             | Thomas Magnuson                                                   | Delsbo IF                                                         | Lars-Göran Åslund | Åsarna IK | Sören Burman   | Lycksele IF   |
| 30 km             | Thomas Magnuson                                                   | Delsbo IF                                                         | Gunnar Larsson    | Hulåns IF | Sören Burman   | Lycksele IF   |
| 50 km             | Thomas Magnuson                                                   | Delsbo IF                                                         | Lars-Göran Åslund | Åsarna IK | Jan Halvarsson | Hammerdals IF |
| Stafett 3 x 10 km | IFK Mora (Esbjörn Ulvenvall, Bjarne Andersson, Lars-Arne Bölling) | IFK Mora (Esbjörn Ulvenvall, Bjarne Andersson, Lars-Arne Bölling) |                   |           |                |               |
| Lagtävling 15 km  | Lycksele IF                                                       | Lycksele IF                                                       |                   |           |                |               |
| Lagtävling 30 km  | Lycksele IF                                                       | Lycksele IF                                                       |                   |           |                |               |
| Lagtävling 50 km  | IFK Mora                                                          | IFK Mora                                                          |                   |           |                |               |

### Damer
| Gren             | Guld                                                   | Guld                                                   | Silver        | Silver    | Brons        | Brons    |
| 5 km             | Meeri Bodelid                                          | IK Ymer                                                | Eva Olsson    | Delsbo IF | Lilian Asph  | IFK Mora |
| 10 km            | Eva Olsson                                             | Delsbo IF                                              | Meeri Bodelid | IK Ymer   | Viola Ylipää | Pajala   |
| Stafett 3 x 5 km | IFK Kiruna (Doris Niva, Berit Gustavsson, Barbro Tano) | IFK Kiruna (Doris Niva, Berit Gustavsson, Barbro Tano) |               |           |              |          |
| Lagtävling 5 km  | Offerdals SK                                           | Offerdals SK                                           |               |           |              |          |
| Lagtävling 10 km | IFK Kiruna                                             | IFK Kiruna                                             |               |           |              |          |

### Webbkällor
- Svenska Skidförbundet